# Anne-Catherine Caron
Pour les articles homonymes, voir Caron.
Anne-Catherine Caron, née le 10 avril 1955 à Châteauroux, est une artiste lettriste française.

## Biographie
Fille de l’écrivain et scénariste Richard Caron, ses préoccupations littéraires familiales et personnelles la conduisent à rencontrer le groupe lettriste au début de 1972 alors qu’elle est encore lycéenne à Sèvres par l’intermédiaire de jeunes gens qui avaient déjà rallié ce mouvement.
Avec Isidore Isou, à côté d'autres artistes du groupe, notamment Jean-Pierre Gillard ou Gérard-Philippe Broutin, puis Roland Sabatier, elle participe à la plupart des manifestations et expositions de cette école d’avant-garde.  Ses premières œuvres picturales sont présentées au Salon de mai en 1973 et l’année suivante à la galerie Inter-Art de Lyon. « À travers une position ferme, dure et constante, cette artiste a privilégié, dès le début, une recherche unique fondée sur la figure du carré qu’elle n’a eu de cesse de développer avec rigueur. Le choix du carré, figure géométrique minimale, coïncide avec cette exigence (…) qui, continûment, depuis ses débuts, de 1972, jusqu’à présent, l’a projetée dans le monde l’art, comme l’unique et inaliénable substance de son travail. ».
En 1974, elle publie ses premiers poèmes aux Éditions Seghers. (La Poésie lettriste, J.P. Curtay). Privilégiant des suites carrésiques, dans lesquelles « les narrations suggérées se condensent indéfiniment en la figure géométrique choisie » « qu’elle considère à la fois comme un signe en soi, mais aussi comme la réduction de tous les signes existants ou possibles. », en 1977, elle conçoit son Roman à Equarrir, (Éditions Anakota, Paris, 1978) une « raréfaction des éléments, persiflage, moquerie, absurdités volontaires, répétitions (...) caractérisant ce tour de force stylistique qui semble être dépossédé de début autant que de fin »., qui aboutira par la suite à son roman mural, sorte de « fresque monumentale », intitulée Tu minaudes, alors qu’il faut changer le monde (1992 – 2002) qu’elle présentera dans l’exposition Il Lettrismo al di là della femminilitudine dont elle est l’organisatrice, en 2003, au Musée d’art contemporain d’Albisola.
En 2007, elle réalise Apparition d'une disparition, un film infinitésimal rendant hommage à Isidore Isou, décédé la même année.
Anne-Catherine Caron dirige sur Internet le blog « Les Enfants de la Créatique et du Lettrisme » où elle développe les thématiques de la Société paradisiaque future dans sa relation avec le monde de l’externité et conduit actuellement une étude sur Isou et la problématique des femmes.
Également traducteur, elle a signé la version française de Pour une histoire du Lettrisme, de Mirella Bandini.

## Principales expositions
En relation avec Roland Sabatier, elle organise la présence d'Isidore Isou au festival Milano Poesia (1985) ainsi que, dans cette manifestation, la section consacrée au cinéma lettriste. En 2003, la critique d’art italienne, Mirella Bandini, lui consacre une monographie intitulée Anne-Catherine Caron, la traversée l'infini des carrés. Elle sera présente dans l'exposition Après la fin de l'art (1945–2003) au Musée d'art moderne de Saint-Étienne où elle proposera sa version à feuilleter de  Roman à Équarrir (1979). En 2008, elle organise la deuxième édition de l'exposition "Il Lettrismo al di là della femminilitudine" à la Villa Cernigliaro de Sordevolo (Piémont) et retrace dans le catalogue de l'exposition la première histoire des femmes dans le mouvement lettriste depuis 1945, Murmure de femmes autour du Lettrisme, Ed. Zero Gravita, 2008. En 2010, elle participe à l'exposition « Lettrisme : vue d'ensemble sur quelques dépassements précis 1944 -2010 » (commissaire Roland Sabatier) à la Villa Tamaris de La Seyne-sur-Mer.
Explorant parallèlement les différentes esthétiques du mouvement lettriste, en 2004, dans le cadre d’une exposition personnelle, elle présente à la Galleria Balestrini (Albissola Marina, Italie)  Corrélations avec l'éternité, un film excoordiste qui est l'art des extensions et des coordinations illimitées mettant en scène, dans cette réalisation, les différentes possibilités des infiniment petits et grands dans leurs rapports à l'image filmique.
En 2006, elle trace les lignes de sa lecture des « Années lettristes » dans Romanzo di una Lettrista à la Galleria delle donne de Turin.
En 2007, Dispersion de Collection dans le cosmos et Pan des Plans des Dumérils (I) figureront dans le cadre de l’exposition Collection Lettriste : intime et ultime à la Villa Cernigliaro de Sordevolo, Italie. En 2009, elle présente plusieurs de ses films ( Les Petits Riens filmiques, Les Touts et les Riens du film à réaliser, Canevas de mon film idéal, De Marjorie Cruelle à Roman à Equarrir, etc.) dans le cadre de l'exposition « L'Anti-Cinéma Lettriste », Villa Cernigliaro, Sordevolo, 2009, commissaires : Roland Sabatier et Anne-Catherine Caron. 
En 2010, participe à l’exposition  Le Lettrisme : vue d'ensemble sur quelques dépassements précis, à La Seyne-sur-Mer, Villa Tamaris Centre d'Art et, l’année suivante, conçoit son monumental  Roman lettriste de la Villa Cernigliaro qui sera présenté dans cette même Villa à Sordevolo (Italie). En 2012, plusieurs de ses œuvres figurent dans  Pensiez-vous (vraiment) voir une exposition ? Bientôt les lettristes organisée au Passage de Retz à Paris.
En 2014, en collaboration avec l’Alliance Française de Turin, elle organise au Circolo dei Lettori de Turin et en hommage à l’historienne d’Art Mirella Bandini, la manifestation Les avant-gardes et le lettrisme entre Turin et la France dans le cadre de laquelle elle a l'occasion de réaliser l’œuvre filmique Chroniques italiennes du Lettrisme (Publications Psi, 2016). En avril 2018, elle expose dans le cadre de  "Art Paris Art Fair" qui se tient au Grand Palais à Paris, avec Sabatier et Bernard, deux œuvres romanesques intitulées : Je débarrasse de la ligne haineuse 1 et 2.  Ses romans, centrés sur le carré, représentent toujours l'essentiel de son travail et, en 2020, les Publications Psi et Zero Gravità publient  « Du Carré (entre) les l-signes », une œuvre romanesque numérique de 179 pages qui, selon Roland Sabatier, donne à penser que l'auteur est "apparemment coincé entre Mallarmé et Isou", tout se situant dans la droite ligne de sa fidélité au créateur du Lettrisme et à ses définitions des nouvelles narrations.
En 2021, après une participation à la donation de la Galeriste Caterina Gualco au Musée d’Art Contemporain de Villa Croce de Gênes, Carlotta Cernigliaro expose sur les portes de sa Villa les pages son roman intitulé "Un Coup de (27) des (Carrés) Jamais N’abolira le Hasard" de Juillet à septembre 2021 à Sordevolo (Italie). En 2022, c’est dans le cadre de "Chaosmos" au Garage Cosmos de Bruxelles qu’elle présente des extraits de Du Carré entre les L-Signes ». 

## Publications
- Bulle hypergraphique désolante, 1973
- Ensemble romanesque hypergraphique, 1973
- Roman en quatre chapitres, 1973
- Introduction, 1974
- Dans le bas du seu-seul et autres poèmes, in J.P. Curtay, La Poésie lettriste, éd. Seghers, 1974
- Roman à équarrir, éditions Anakota, Paris, 1978.
- Tutto Città, œuvre aphonistique, in Milano Poesia, Milan, 1985.
- Des vitrines pour changer les images et des murs pour des fresques futures, in Il Lettrismo al di là delle femminilitudine, ed. Museo Civico d’Arte Contemporanea, Albisola, Italie, 2003.
- Le Film en exposition comme fin des cinémas in Figures de la négation, éd. Paris Musée, 2004.
- Corrélation avec l’éternité, scénario du film, Les Echos du durable, no 27, 2004.
- Autour des échos multiples du silence, film excoordiste, Les Echos du durable, no 29, 2005.
- Alfred de Musset a-t-il couché avec George Sand pour devenir un grand poète romantique?, Juillet 2005, Les Echos du durable no 30-31, 2006/2007.
- Le Lettrisme au Centre Culturel International de Cerisy, Les Enfants de la Créatique, août 2007 (en ligne) et Les Echos du durable n°30-31, 2006/2007.
- Des riens constitutifs (extraits), in Collection lettriste, éd. Zero Gravità, Sordevolo, 2007.
- Les Suiveuses. Chronique de la Société du Lettrisme, Publication PSI, 2007.
- Interdit de cracher sur Isou, Publications PSI, 2007.
- De la Carritude en Lettrisme, Publications PSI, 2008.
- Isidore Isou sau zorii unei societati paradisiace (Isidore Isou ou l'aube de la Société Paradisiaque), Revue Cultura, no 4/31, janvier 2008, Bucarest.
- Il Lettrismo al di là della femminilitudine, précédé de  L'apport du Lettrisme et du Juventisme au mouvement de libération des femmes d'Isidore Isou, éd. Zero Gravità, Sordevolo, 2008.
- Panoramique sur quelques œuvres de l'anti-cinéma lettriste, in L'anti-cinéma lettriste (1952-2009), éd. Zero Gravità, Sordevolo, 2009.
- Alice à la racine carrée du Lettrisme, roman excoordiste, Publications Psi, 2010.
- Narration et Prose dans le Lettrisme, in Le Lettrisme: vue d'ensemble sur quelques dépassements précis, Ed. Villa Tamaris/La Nerthe, La Seyne-sur-Mer, 2010.
- Roman lettriste de la Villa Cernigliaro, 2010-2011 (Introduction et textes de Isidore Isou, Roland Sabatier et Carlotta Cernigliaro), Ed. Zero gravità, Sordevolo, 2011.
- Du Roman entre les lignes, Publications PSI, 2014.
- Pérégrinations et Equivoques (Roman), 2010 - 2015, Publication Psi 2015. (Parution de la version assemblée des 14 chapitres exposés à la Villa Cernigliaro, Sordevolo du 20 juin au 31 juillet 2015).
- Chroniques italiennes du Lettrisme, film sonore en langue italienne avec images discrépantes, 2014, Publication Psi 2016.
- Un mot dans un carré de Caron, roman supertemporel, 2010 - 2013 - 2017, Publications Psi, Paris, 2017.
- Roman Lettriste de la Villa Cernigliaro, précédé de Signes et Supports dans la prose de Roland Sabatier, Publications PSI/Extd. Paris, 2017.
- 90☐90 Point, ligne, Roman, roman excoordiste dont la première édition sous forme d'installation a été présentée le 18 septembre 2016 à la Villa Cernigliaro (Trois moments du Lettrisme avec Roland Sabatier et Hugo Bernard), Publications Psi, 2018. Comporte également une postface de l'auteur.
- Du Carré (entre) les L-Signes (Roman), co-édition numérique originale Zero Gravità et Publications Psi, 2020, 179 p. https://issuu.com/zerogravita/docs/double_du_carre__estratto1 (bonnes feuilles)
- Sabatier, l'irrécupérable, article publié in "Roland Sabatier - Les Éditions PSI (1963 -2019)", catalogue d'exposition en hommage à l'artiste du 3 au 26 novembre 2022 à la Librairie Lecointre et Drouet, Éd. Librairie Lecointre et Drouet, Paris, octobre 2022.